# Stictoleptura

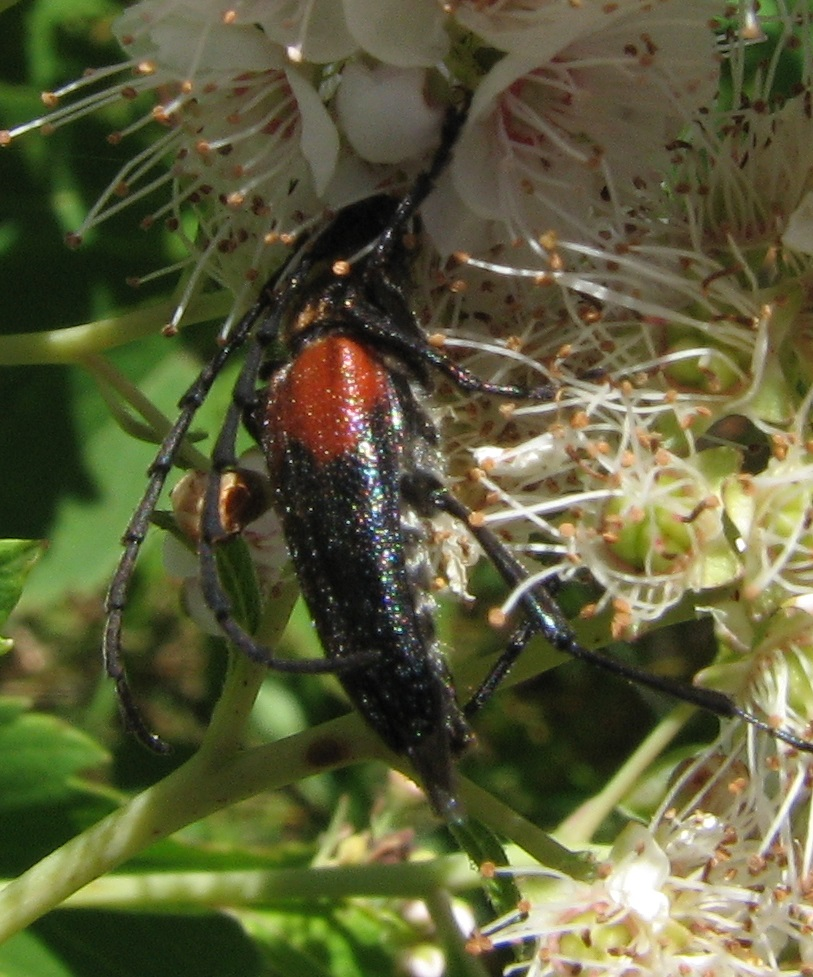
Stictoleptura canadensis ssp. canadensis

Stictoleptura es un género de coleópteros crisomeloideos de la familia Cerambycidae. Se distribuyen por el holártico.

## Especies
Se reconocen las siguientes:
- Stictoleptura apicalis (Motschulsky, 1875)
- †Stictoleptura bartoniana (Cockerell, 1922)
- Stictoleptura canadensis (Olivier, 1795)
- Stictoleptura cordigera (Füssli, 1775)
- Stictoleptura deyrollei (Pic, 1895)
- Stictoleptura dichroa (Blanchard, 1871
- Stictoleptura erythroptera (Hagenbach, 1822)
- Stictoleptura fontenayi (Mulsant & Rey, 1839
- Stictoleptura gevneensis
- Stictoleptura gladiatrix
- Stictoleptura heydeni (Ganglbauer, 1889)
- Stictoleptura igai (Tamanuki, 1942)
- Stictoleptura ivoroberti Sama, 2010
- Stictoleptura martini (Sláma, 1985)
- Stictoleptura oblongomaculata (Buquet, 1840)
- Stictoleptura palmi (Demelt, 1971)
- Stictoleptura rubra (Linnaeus, 1758)
- Stictoleptura rubripennis
- Stictoleptura rufa (Brullé, 1833)
- Stictoleptura scutellata (Fabricius, 1781)
- Stictoleptura tangeriana (Tournier, 1875)
- Stictoleptura tesserula (Charpentier, 1825)
- Stictoleptura tripartita (Heyden, 1889)
- Stictoleptura trisignata (Fairmaire, 1852)
- Stictoleptura ustulata
- Stictoleptura variicornis (Dalman, 1817)